# The Islanders
The Islanders — интернациональная поп-группа, участники которой родом из Англии, Шотландии, Кипра и Норвегии. Вместе с Джоном Лилигрином группа принимала участие на ежегодном песенном конкурсе Евровидение 2010 как участники от Кипра, с песней «Life looks better in spring». Члены коллектива «The Islanders» — супружеская пара Джон Грегори и Сильвия Стренд сами спродюсировали и создали аранжировки конкурсной композиции, написанной киприотским композитором Мелисом Константину. В финале конкурса группа заняла 21-е место (с результатом в 27 баллов).